# Arbus (Itália)
Arbus é uma comuna italiana da região da Sardenha, na província da Sardenha do Sul, com cerca de 7.018 habitantes. Estende-se por uma área de 266 km², tendo uma densidade populacional de 26 hab/km². Faz fronteira com Fluminimaggiore, Gonnosfanadiga, Guspini, Terralba (OR).

## Demografia
| Variação demográfica do município entre 1861 e 2011                               |
|                                                                                   |
| Fonte: Istituto Nazionale di Statistica (ISTAT) - Elaboração gráfica da Wikipedia |